# Moïra
Pour les articles homonymes, voir Moira (homonymie).
 (janvier 2009).
Si vous disposez d'ouvrages ou d'articles de référence ou si vous connaissez des sites web de qualité traitant du thème abordé ici, merci de compléter l'article en donnant les références utiles à sa vérifiabilité et en les liant à la section « Notes et références ».
 (mars 2022).
- Si vous ne connaissez pas le sujet, laissez ce bandeau (vous pouvez alors contacter les auteurs).
- Si vous supprimez le contenu mis en cause (vous pouvez préalablement contacter les auteurs),

argumentez précisément cette suppression dans la page de discussion
(un manque de référence n'est pas un argument ; une recherche réelle de référence doit avoir été effectuée, être formellement documentée).
Moïra, du prénom grec ancien Μοῖρα / Moîra, dérivé lui-même de μοῖρα / moîra signifiant à la fois « destin », « part », « portion » ou « lot ». Cette pluralité d'acceptions traduit la conception grecque du destin.

## Aperçu historique

### Dans l'Antiquité grecque
La Moïra est la loi de partition qui impose à chacun une part de bien et de mal, de fortune et d'infortune, de bonheur et de malheur, de vie et de mort, qu'il est du devoir de l'individu de respecter. Transgresser la mesure assignée par le destin est commettre l'hybris, faute fondamentale sanctionnée par la némésis ou le châtiment des dieux. Dans la religion grecque antique, il est certain que les humains sont soumis au destin, de par leur mortalité et les limites constitutives de l'humaine condition. Qu'en est-il des dieux ? Cette question a été très débattue. Pendant longtemps, on a cru que les Olympiens étaient subordonnés à la Moïra. Deux passages de l’Iliade semblent accréditer cette thèse : lors de la « pesée des destins », Zeus lui-même ne doit-il pas abandonner à la « mort rouge et au brutal destin » ses favoris, Hector et Sarpédon ? Ne reconnaît-il pas, par là-même, la supériorité de la Moïra ?

### AuXXesiècle
Cette interprétation a été remise en cause par les acquis de la philologie. Zeus n'est pas soumis au destin : plus exactement, il s'y soumet en tant qu'il reconnaît la loi de partage constitutive de la réalité. La Théogonie d'Hésiode fait procéder l'univers de la Nuit vers la Lumière, du chaos vers l'ordre, de la tyrannie des premiers temps vers la justice olympienne. Les ancêtres de Zeus, Ouranos et Cronos, sont la figure des souverains tyranniques, qui refusent de partager avec quiconque, fût-ce avec leurs propres fils. Ils préfèrent dévorer leurs enfants plutôt que de leur accorder la moindre portion de ce qu'ils estiment leur appartenir. Or, Zeus incarne la justice dans l'exacte mesure où il accepte le destin, c'est-à-dire la loi de partition cosmique. Contrairement à Ouranos et Cronos, il instaure un ordre d'équité en consentant à partager avec ses frères. Ce fait apparaît au livre XV de L'Iliade, dépeignant le partage de l'univers entre les trois grands Cronides. Comme l'expose Poséidon :

« Nous sommes trois, nés de Cronos et de Rhéa, trois frères : Zeus, puis moi, puis, le troisième Hadès, qui règne sur les morts. Du monde on fit trois parts (moirae), pour que chacun de nous obtînt son apanage. Moi, le sort m'a donné d'habiter pour jamais la mer blanche d'écume. Hadès reçut en lot les brumeuses ténèbres, et Zeus, le vaste ciel, l'éther et les nuages. Mais tous trois en commun, nous possédons la terre et l'Olympe élevé. »

C'est dire que la Moïra — le Destin — n'est pas une divinité personnifiée à laquelle on rendrait un culte, mais la loi même de l'univers. Zeus reconnaît cette loi en tant qu'il consent au principe du partage et qu'il échappe par là même à l'hybris ayant aveuglé ses aïeux. La religion grecque antique admettait cependant trois divinités du destin, les Moires, qui sont respectivement Clotho, Lachésis et Atropos, la première présidant à la naissance des hommes, la seconde à leur existence, et la troisième à leur mort. La Théogonie d'Hésiode leur attribue deux généalogies. D'après la première, elles sont filles de la terrible et impitoyable Nyx, la déesse de la Nuit ; d'après la seconde, elles sont les filles de Zeus et de Thémis, la déesse de la Justice. Ces deux généalogies décrivent l'avènement du règne olympien, qui est un règne de justice en tant qu'il reconnaît à chaque être le droit à une part, plus ou moins grande, de vie faite de bonheur.